# Herzogtum Sachsen-Altenburg
Sachsen-Altenburg war ein Herzogtum und Bundesstaat des Deutschen Kaiserreiches. Gelegen im Gebiet des heutigen Landes Thüringen, entstand es 1603, als ein Teil von Sachsen-Weimar abgetrennt und den Söhnen von Friedrich Wilhelm I. von Sachsen-Weimar überlassen wurde. Zuletzt wurde es von 1826 bis 1918 von Angehörigen des Jüngeren Hauses Sachsen-Altenburg regiert.

## Territorium
Das Herzogtum Sachsen-Altenburg bestand aus zwei räumlich voneinander getrennten Gebieten, dem Ostkreis mit den Städten Altenburg, Schmölln, Gößnitz, Lucka und Meuselwitz mit den Exklaven Mumsdorf, Roschütz, Hilbersdorf, Neukirchen bei Waldenburg und Rußdorf bei Chemnitz sowie dem Westkreis mit den Städten Eisenberg, Kahla, Orlamünde und Roda und der Exklave Ammelstädt. Der Ostkreis des Herzogtums entsprach in seinen Grenzen ungefähr dem heutigen Landkreis Altenburger Land im Freistaat Thüringen, zusätzlich gehört das Gebiet um Ronneburg zum Landkreis Greiz. Der Westkreis liegt heute größtenteils im Saale-Holzland-Kreis, zu kleineren Teilen auch in angrenzenden Landkreisen. Im Herzogtum befanden sich die Pleiße und die Saale.

## Geschichte
Das Gebiet des späteren Herzogtums gehörte im Mittelalter zur Markgrafschaft Meißen und seit der Leipziger Teilung von 1485 zum Gesamtbesitz der Ernestiner. Nach der Wittenberger Kapitulation 1547 kam das Gebiet um Altenburg zum albertinischen Kurfürstentum Sachsen, wurde aber bereits 1554 durch den Naumburger Vertrag an das ernestinische Herzogtum Sachsen abgetreten. Altenburg kam bei der Erfurter Teilung 1572 zum Herzogtum Sachsen-Weimar.

### Altenburger Ostkreis
Im Jahre 1445 wird bei der Altenburger Teilung Langenleuba-Niederhain ausdrücklich als größte Landgemeinde des „Altenburger Ostkreises“ erwähnt. Der Ostkreis reichte im Norden bis Lucka, im Osten bis Langenleuba-Niederhain, im Süden bis in die Nähe der Stadt Crimmitschau und im Westen bis in die Nähe der Stadt Gera.
Der Ostkreis wird später ein Teil der Herzogtümer Sachsen-Altenburg bzw. Sachsen-Gotha-Altenburg sein. Am 1. April 1900 wird der Ostkreis aufgelöst und in die neuen Landratsämter Altenburg und Ronneburg sowie die kreisfreie Stadt Altenburg aufgeteilt.

### Herzogtum Sachsen-Altenburg 1603–1672
Nach dem Tod von Herzog Friedrich Wilhelm I. von Sachsen-Weimar übernahm dessen jüngerer Bruder Johann die Regentschaft des Herzogtums. Da aber die Söhne des verstorbenen Friedrich Wilhelm I. von Johann ihren Erbteil verlangten, wurde im Jahr 1603 für diese das Herzogtum Sachsen-Altenburg abgetrennt. Zu diesem Gebiet gehörten u. a. die Städte Altenburg, Camburg, Dornburg, Eisenberg, Roda, Ronneburg und Saalfeld.
Einen Gebietszuwachs erhielt das Herzogtum nach dem Erlöschen der Linie Sachsen-Coburg-Eisenach im Jahr 1638 und der folgenden Teilung zwischen Sachsen-Weimar und Sachsen-Altenburg. Durch Losentscheid fiel das Coburger Land 1640 mit den Ämtern Coburg, Sonnefeld, Sonneberg, Neuhaus, Neustadt, Hildburghausen und Römhild an Herzog Friedrich Wilhelm II. von Sachsen-Altenburg. Die Fürstentümer Altenburg und Coburg wurden vom Herzog in Personalunion regiert und behielten ihre eigenen Landesbehörden.
Nach Aufteilung der Grafschaft Henneberg im Jahr 1660 wurden dem Herzogtum Sachsen-Altenburg im Kahlaer Vertrag 3,5/12 des Gebiets (die Hälfte des ernestinischen Anteils) mit den Ämtern Meiningen, Maßfeld und Themar, der Kellerei Behrungen, dem Hof zu Milz und dem Kammergut Henneberg zugesprochen.

### Herzogtum Sachsen-Gotha-Altenburg 1672–1826

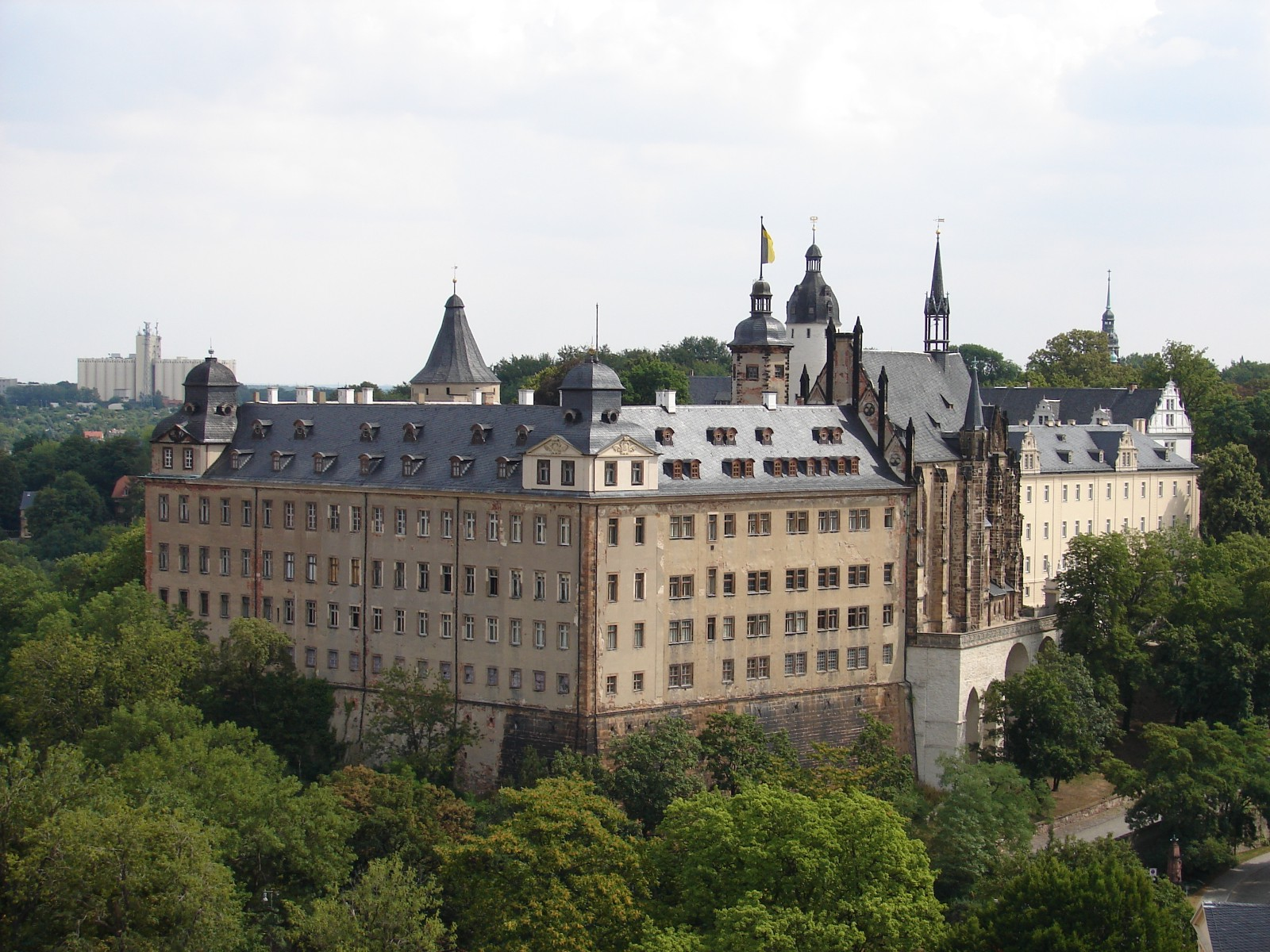
Schloss Altenburg (Thüringen)

1672 starb mit Friedrich Wilhelm III. die ältere Linie Sachsen-Altenburg aus. Das Herzogtum wurde zwischen Sachsen-Gotha und Sachsen-Weimar aufgeteilt. Die Stadt Altenburg selbst gehörte nun mit drei Vierteln des aufgelösten Herzogtums zu Sachsen-Gotha, das sich von nun an Sachsen-Gotha-Altenburg nannte, sie verlor aber den Status einer Residenzstadt.
Durch einen Erbteilungsvertrag von 1680 wurde das Territorium von Sachsen-Gotha-Altenburg auf mehrere Herzogtümer verteilt. Der Altenburger Anteil der 1660 aufgelösten Grafschaft Henneberg ging dabei an die Herzogtümer Sachsen-Meiningen und Sachsen-Römhild verloren. Das Fürstentum Coburg ging an die Herzogtümer Sachsen-Coburg und Sachsen-Hildburghausen, Saalfeld wurde Residenz des Herzogtums Sachsen-Saalfeld. Das bei der Teilung 1680 ebenfalls entstandene Herzogtum Sachsen-Eisenberg bestand bis 1707 und fiel dann zurück an Sachsen-Gotha-Altenburg.

### Herzogtum Sachsen-Altenburg 1826–1918

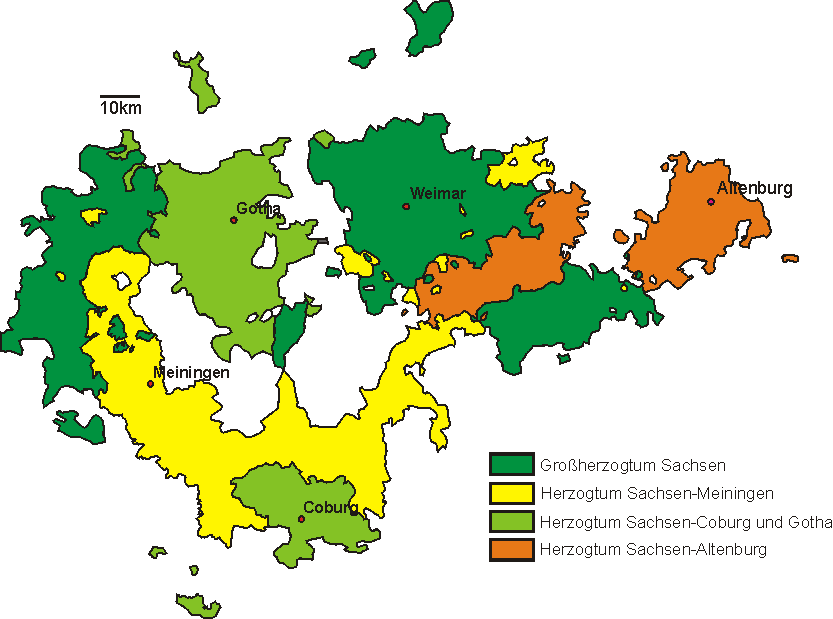
Ernestinische Herzogtümer ab 1826 mit Sachsen-Altenburg in oranger Farbe

Nach dem Aussterben der Linie Sachsen-Gotha-Altenburg kam es im Jahr 1826 zu einschneidenden territorialen Umgliederungen der Ernestinischen Herzogtümer. Für die Aufteilung des Besitzes relevant war der Teilungsvertrag zu Hildburghausen, der am 12. November 1826 unterzeichnet wurde. Sachsen-Gotha-Altenburg wurde geteilt, Altenburg fiel an den Herzog von Sachsen-Hildburghausen, während Gotha an den Herzog von Sachsen-Coburg-Saalfeld fiel, der allerdings auf Saalfeld verzichten musste, so dass das neue Herzogtum Sachsen-Coburg und Gotha entstand. Das Herzogtum Sachsen-Hildburghausen fiel mit dem Saalfelder Teil von Sachsen-Coburg-Saalfeld an das Herzogtum Sachsen-Meiningen. Herzog Friedrich III. von Sachsen-Hildburghausen erhielt dafür im Gegenzug Sachsen-Altenburg als selbständiges Herzogtum mit dem ehemaligen Teil von Sachsen-Eisenberg.
Nachdem das Herzogtum Sachsen-Altenburg am 29. April 1831 eine Verfassung erhalten hatte, trat es 1833/34 als souveräner Bundesstaat dem Deutschen Zollverein bei, 1867 dem Norddeutschen Bund und schließlich 1871 dem Deutschen Reich.
Als letzter Regent des Herzogtums Sachsen-Altenburg dankte am 13. November 1918 Herzog Ernst II. ab und der Freistaat Sachsen-Altenburg wurde gegründet. Letzter herzoglicher Staatsminister war Waldemar von Wussow (1915–1918). 1920 ging Sachsen-Altenburg im neugebildeten Land Thüringen (1920–1952) auf.

## Staatsorganisation und Verwaltungsgliederung

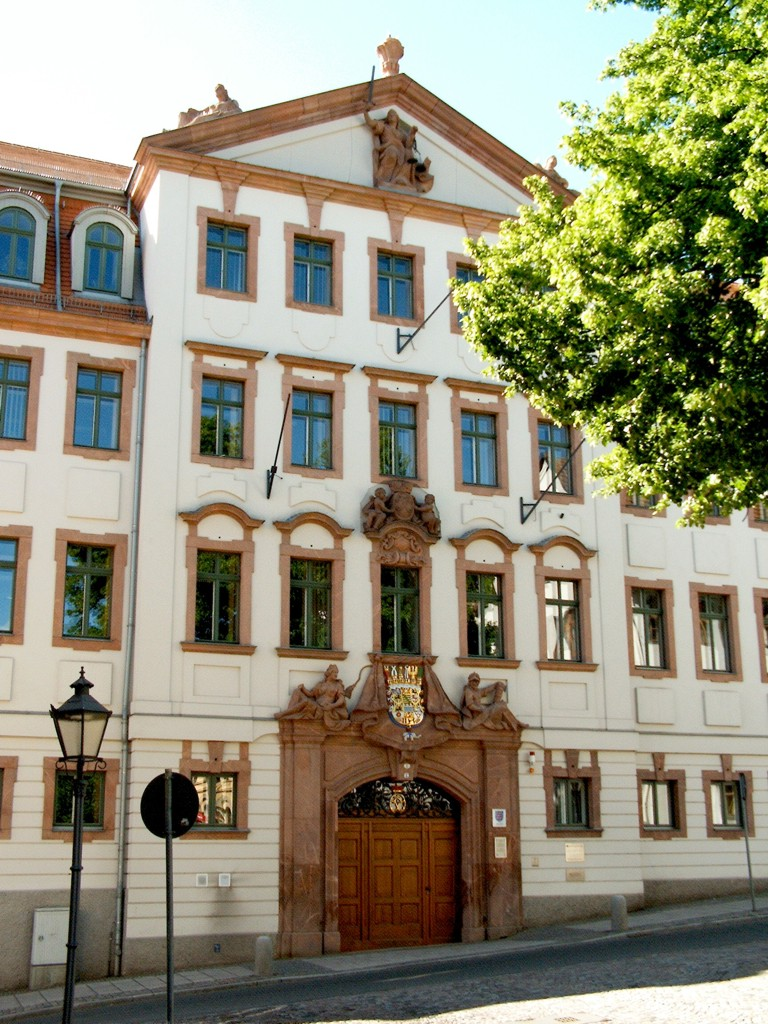
Amtsgericht Altenburg

Die Landstände bestanden aus 30 Abgeordneten, wobei sie sich aus neun Abgeordneten der Städte, zwölf Abgeordneten des Landes und neun Abgeordneten von den höchst besteuerten Bürgern zusammensetzten. Das Herzogtum besaß eine Stimme im Bundesrat (Deutsches Reich) und hatte Altenburg als Landeshauptstadt.
Im Jahr 1876 wurden im Ostkreis die beiden Verwaltungsbezirke Altenburg und Schmölln eingerichtet und im Westkreis der Verwaltungsbezirk Roda. Der Verwaltungsbezirk Schmölln wurde 1881 wieder aufgelöst und sein Gebiet in den Verwaltungsbezirk Altenburg eingegliedert. Am 1. April 1900 wurde im Westkreis der Verwaltungsbezirk Roda in das Landratsamt Roda überführt. Gleichzeitig wurde der Ostkreis unterteilt in die kreisfreie Stadt Altenburg sowie die neuen Landratsämter Altenburg und Ronneburg. 1910 umfasste das Herzogtum insgesamt 438 Gemeinden, von denen nur Altenburg als Mittelstadt bezeichnet werden konnte.
Verwaltungsgliederung und Einwohnerzahl 1871
| Kreis (ggf. Sitz)       | Einwohner 1871 |
| ----------------------- | -------------- |
| Ostkreis (in Altenburg) | 94.502         |
| Westkreis (in Roda)     | 47.620         |

### Währung und Postregal
Das Herzogtum trat 1838 dem Dresdner Münzvertrag bei. Zwei Taler im preußischen 14-Taler-Münzfuß entsprachen nun 3 1⁄2 süddeutschen Gulden im 24 1⁄2-Gulden-Fuß, was als gemeinsame Vereinsmünze der „contrahierenden Staaten“ gelten sollte. Diese Vereinsmünze zu „2 Taler = 3 1⁄2 Gulden“ war in jedem Zollvereins-Land gesetzlich gültig – unabhängig davon, wer der jeweilige Emittent der Vereinsmünze war. Sachsen-Altenburg prägte eigene Münzen im königlich-sächsischen Münzfuß (1 Taler zu 30 Neugroschen zu 300 Pfennigen). Münzstätten bestanden in Dresden 1841–1869, in Berlin 1887–1903. Gerade der Umstand, dass im Königreich Sachsen und im Herzogtum Sachsen-Altenburg zehn Pfennige auf den Groschen, in Preußen und den von Berlin beeinflussten thüringischen Staaten aber zwölf Pfennige auf den Neugroschen kamen, führte im Grenzgebiet zu Schwierigkeiten. Der preußische Pfennig galt als „böser Pfennig“, weil weniger wert. Erst mit der Einführung der Mark als Reichswährung zum 1. Januar 1876 nach dem Gesetz vom 4. Dezember 1871 wurde die Zersplitterung des Währungswesens aufgehoben.
Die Thurn-und-Taxis-Post sicherte sich durch Verträge mit den ernestinischen Herzogtümern das Postregal:
- 2. Mai 1807 mit Herzogin Louise Eleonore, Regentin für ihren Sohn Bernhard II. Erich Freund geschlossenen Vertrag das Postregal für das Herzogtum Sachsen-Meiningen,
- 4. April 1807 mit Herzog Friedrich für das Herzogtum Sachsen-Hildburghausen,
- 30. Juni 1816 mit Herzog Ernst I. für das Herzogtum Sachsen-Coburg-Saalfeld,
- 24. Februar 1817 mit Herzog Friedrich IV. für den Landesteil Gotha des Herzogtums Sachsen-Gotha-Altenburg,
- 26. Oktober 1817 mit Herzog Friedrich IV. für den Landesteil Altenburg des Herzogtums Sachsen-Gotha-Altenburg.

Nachdem Herzog Friedrich IV. zu Gotha und Altenburg, ohne Erben zu hinterlassen, am 11. Februar 1825 gestorben war, fiel das Herzogtum Gotha im Erbverteilungsplan vom 12. November 1826 an Herzog Ernst I. zu Coburg-Saalfeld, der dafür Saalfeld an Sachsen-Meiningen abtreten musste. Sachsen-Altenburg entstand ebenfalls durch den Erbteilungsvertrag vom 12. November 1826, hierbei fiel es an Herzog Friedrich, der dafür Hildburghausen an Meiningen abtrat. Wegen der damit verbundenen neuen Gebietseinteilungen mussten zum Teil die Verträge erneuert werden. So schloss Herzog Bernhard II. von Sachsen-Meiningen am 4. November 1829 mit dem Fürsten Maximilian Karl von Thurn und Taxis einen neuen Lehenspostvertrag ab.
Schon äußerlich war die gemeinsame Verwaltung am Namen, an den Postwappen und an den Uniformen, die sich durch verschiedene Kragenfarben unterschieden, zu erkennen. So lautete der Name der Postanstalt: „Herzoglich Altenburgische, Fürstlich Thurn und Taxis’sche Lehenspostexpedition“. Das Postwappen vereinte demzufolge beide Wappen, unten das herzogliche, darüber das fürstlich Thurn und Taxissche. Der Vertrag mit Thurn und Taxis wurde jedoch 1847 gekündigt; die königlich-sächsische Post versorgte nun auch Sachsen-Altenburg. Am 1. August 1847 hatte das Herzogtum Sachsen-Altenburg seine neun Postanstalten nach Eröffnung der Eisenbahnlinie Leipzig – Altenburg (12. September 1842) und Altenburg – Crimmitschau (15. März 1844) der königlich-sächsischen Post übergeben, da es verkehrstechnisch nunmehr günstiger mit dem Königreich Sachsen verbunden war.

### Gerichtswesen
Die Gerichtsbarkeit oblag dem allen thüringischen Staaten gemeinsamen Oberlandesgericht in Jena. Es umfasste die vier sachsen-ernestinischen Staaten, das Fürstentum Schwarzburg-Rudolstadt und die beiden reußischen Fürstentümer sowie die preußischen Kreise Schmalkalden, Schleusingen und Ziegenrück. Das Herzogtum Sachsen-Altenburg bildete den Bezirk des Landgerichtes Altenburg mit sechs (ab 1906 sieben) Amtsgerichten.
- Landgericht Altenburg (für Sachsen-Altenburg) mit den sechs Amtsgerichten Altenburg, Meuselwitz (ab 1906), Ronneburg, Schmölln (für den Ostkreis); Eisenberg, Kahla, Roda (für den Westkreis).

### Militär
Als Mitglied des Deutschen Bundes stellte das Herzogtum ein Kontingent von 982 Mann Infanterie und bildete das 1. Bataillon der Reservedivision des Bundesheeres. Die Infanterie bildete ein Bataillon und eine Jägerkompanie in fünf Kompanien. 1850 wurde ein zweites Bataillon errichtet, so dass nun ein Füsilierregiment mit zwei Bataillonen zu vier Kompanien bestand.
Das altenburgische Militär bildete nach der am 4. Februar 1867 mit Preußen geschlossenen Militärkonvention im Deutschen Kaiserreich gemeinsam mit den Kontingenten von Schwarzburg-Rudolstadt und den beiden Reuß das 7. thüringische Infanterieregiment Nr. 96, das zum 4. preußischen Armeekorps in Magdeburg gehörte. Dessen I. Bataillon lag in Altenburg in Garnison. Nach 1897 wurde das 8. Thüringische Infanterie-Regiments Nr. 153 aufgestellt, wobei Altenburg Garnison des I. und II. Bataillons war. Das III. Bataillon des Regiments lag in Merseburg.
Das Herzoglich Sachsen-Altenburgische Gendarmeriekorps verlor den militärischen Charakter aufgrund der 1867 mit Preußen geschlossenen Militärkonvention, bestand aber als Gendarmerie bis 1918.

## Einwohner

Die Landratsämter Altenburg und Ronneburg

Das Herzogtum zählte
- 1871: 142.122 Einwohner
- 1875: 145.844 Einwohner
- 1880: 155.036 Einwohner
- 1900: 194.914 Einwohner
- 1905: 206.508 Einwohner
- 1910: 216.128 Einwohner

## Größte Städte
| Stadt     | Einwohner 1. Dez. 1837 |
| --------- | ---------------------- |
| Altenburg | 13.697                 |
| Ronneburg | 4995                   |
| Eisenberg | 4744                   |
| Schmölln  | 3616                   |
| Kahla     | 2417                   |
| Roda      | 2357                   |

| Stadt     | Einwohner 1. Dez. 1910 | Veränderung seit 1837 |
| --------- | ---------------------- | --------------------- |
| Altenburg | 39.976                 | +192 %                |
| Schmölln  | 11.345                 | +214 %                |
| Eisenberg | 10.749                 | +127 %                |
| Ronneburg | 6631                   | +33 %                 |
| Kahla     | 6398                   | +165 %                |
| Roda      | 4359                   | +85 %                 |

Außerdem lagen 1910 im Vergleich zu 1837 folgende Orte über der Marke von 2000 Einwohnern: Stadt Meuselwitz (8865 – 1527; +481 %), Stadt Gößnitz (5813 – 1528; +280 %), Gemeinde Rußdorf (3579 – 1031; +247 %), Gemeinde Hermsdorf (3417 – 1046; +227 %), Gemeinde Bad Klosterlausnitz (2204 – 1090; +102 %), Stadt Lucka (2086 – 1245; +68 %) und Gemeinde Kauerndorf (2024 – 102; +1884 %).

## Wirtschaft
In Altenburg besaß das Herzogtum eine Spielkartenfabrik von Weltruf, wie auch in Kahla eine Porzellanindustrie. In geringem Umfang wurden auch Maschinen- und Metallwaren produziert, wichtig zu nennen wäre hier der weltbekannte Nähmaschinenhersteller Vesta. Die Landwirtschaft betrieb vor allem, durch die ertragreichen Lößböden Ostthüringens begünstigt, den Anbau von Weizen, Roggen, Gerste, Hafer, Kartoffeln, Obst und Gemüse. Für das Jahr 1907 wird der Viehbestand des Herzogtums mit 12.401 Pferden, 67.745 Rindern, 7.568 Schafen, 77.681 Schweinen und 15.594 Ziegen wiedergegeben. Im selben Jahr produzierte der Bergbau im Meuselwitz-Rositzer Revier 3.060.777 Tonnen Braunkohle. Ein Mineralbad mit Kurbetrieb in Ronneburg förderte den Tourismus. Der durchaus lebhafte Handel des Herzogtums wurde durch den Betrieb von 185 km Eisenbahnstrecken, einer Landes- und Sparbank sowie 19 Sparkassen unterstützt.

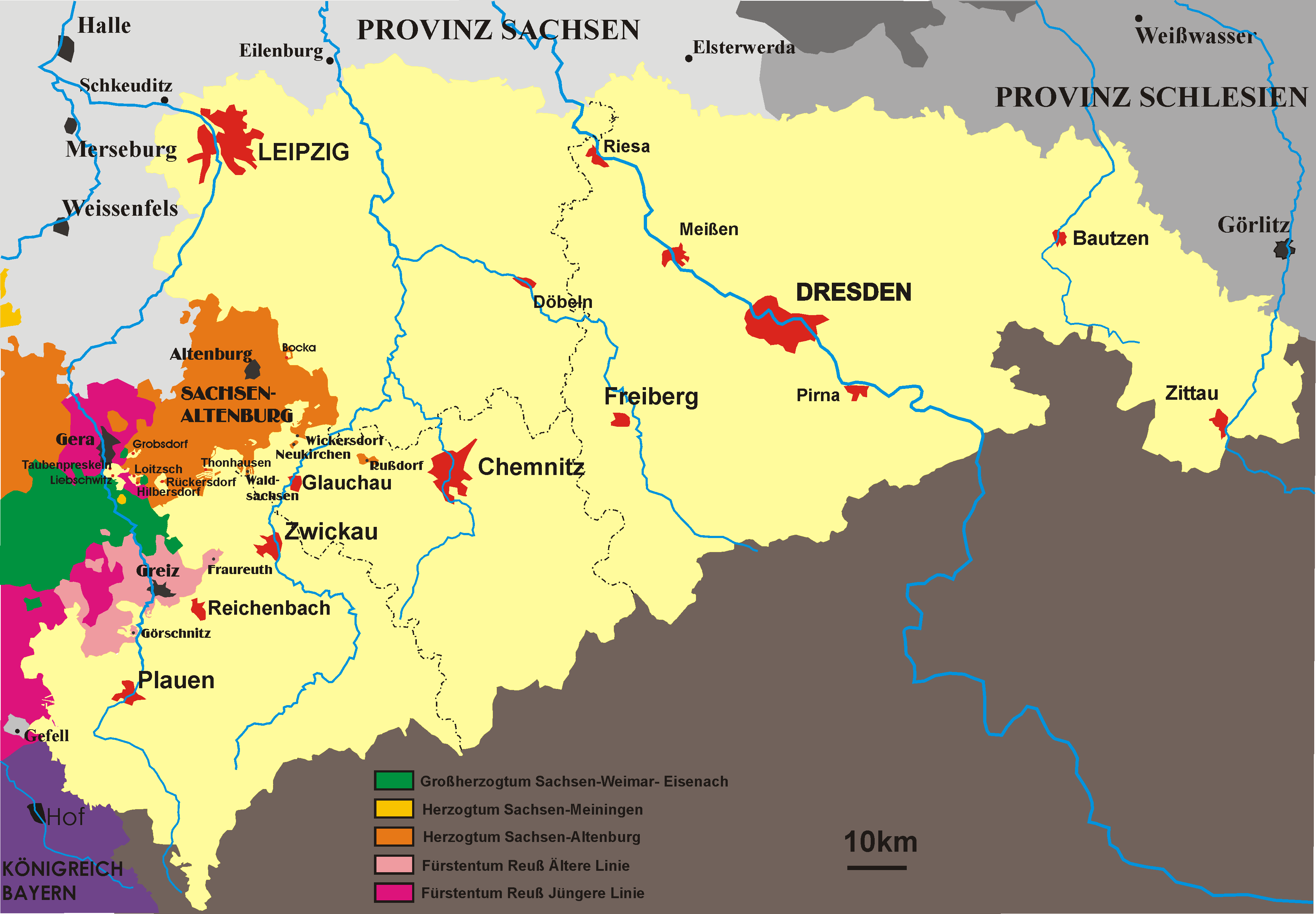
Die Kleinstaaterei hatte negative Einflüsse auf die Wirtschaft
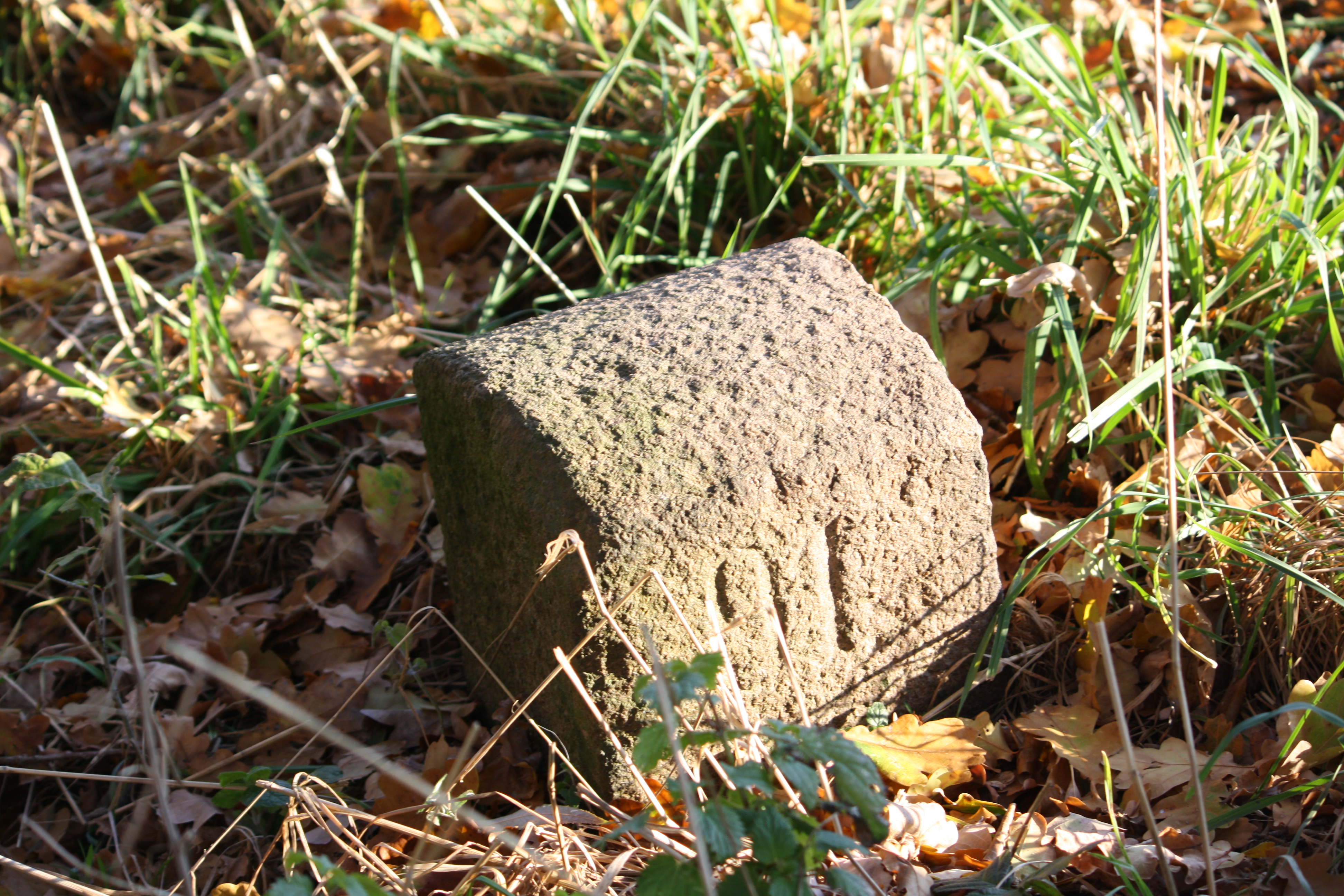
Grenzstein zwischen Kursachsen und dem Herzogtum
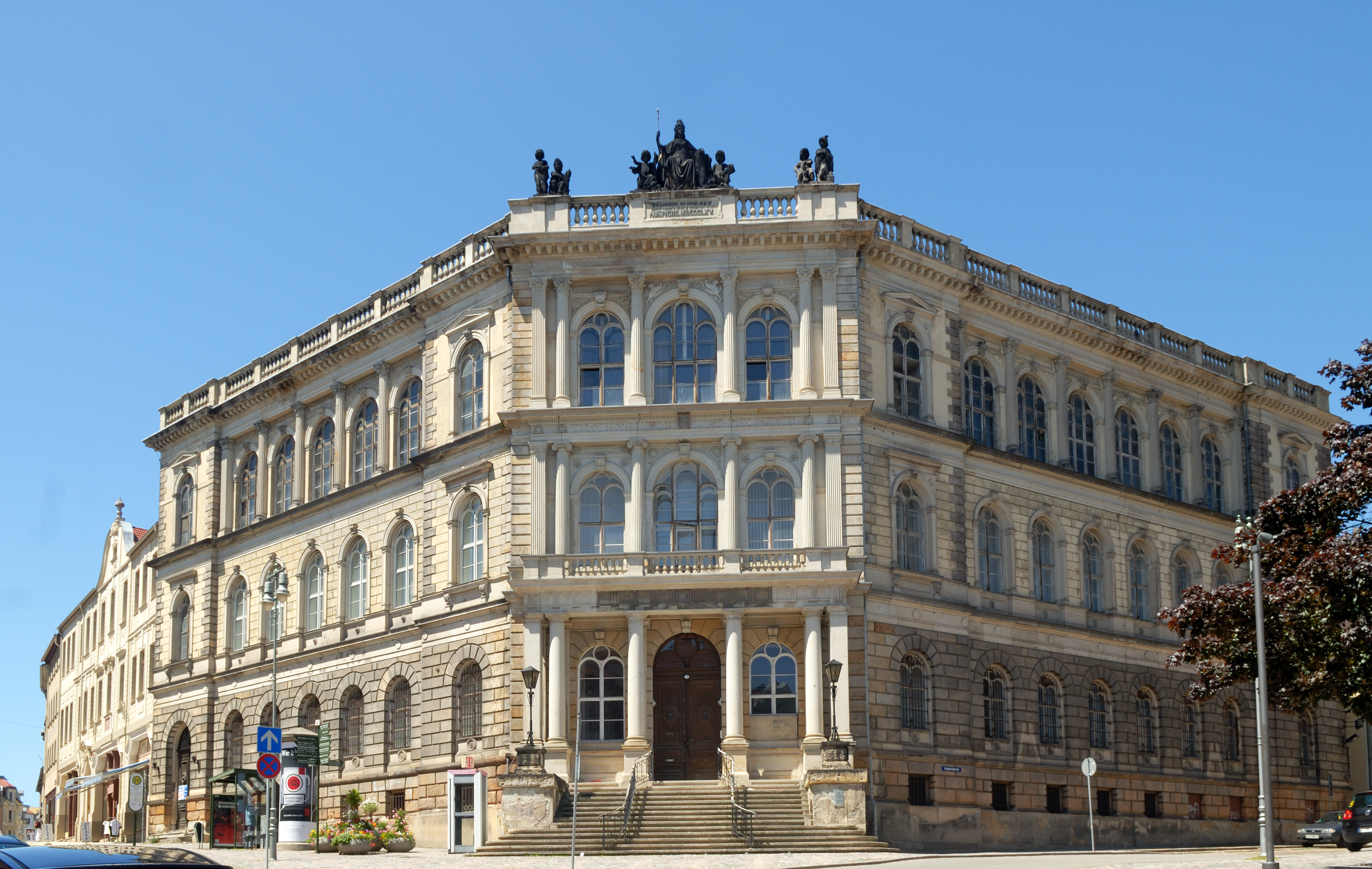
Herzogliche Landesbank in Altenburg
Nähmaschine aus Altenburg, die Vesta
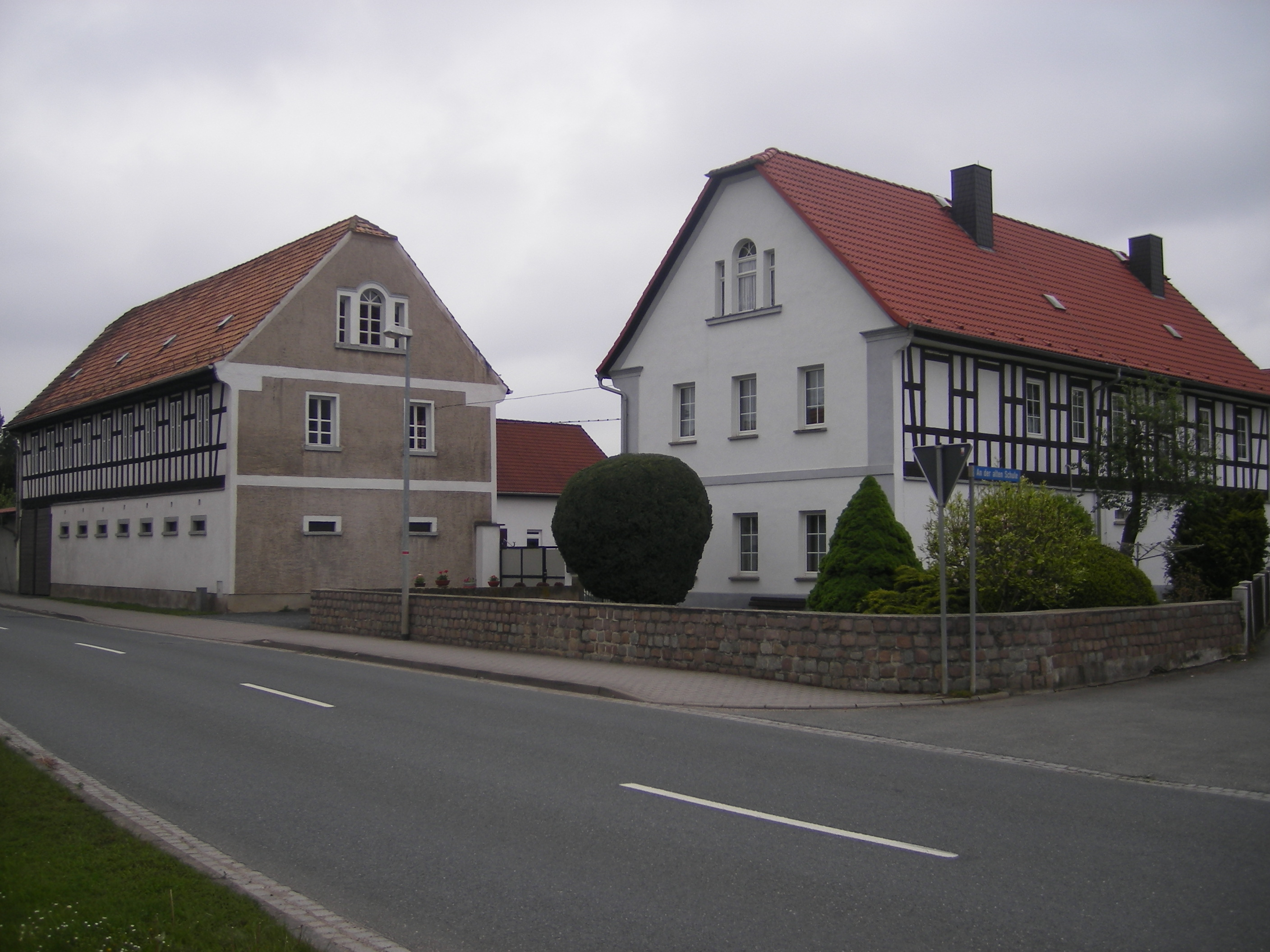
Ausdruck bäuerlichen Wohlstandes, Altenburger Vierseithöfe

## Religion
Die meisten Einwohner gehörten der Evangelischen Landeskirche an, deren Oberhaupt der Herzog von Sachsen-Altenburg als summus episcopus war. Diese gliederte sich 1907 in acht Amtsbezirke mit 103 Pfarrbezirken. Die Katholiken unterstanden dem Apostolischen Vikariat Sachsen mit Sitz in Dresden.

## Herzöge

### Sachsen-Altenburg 1603–1672

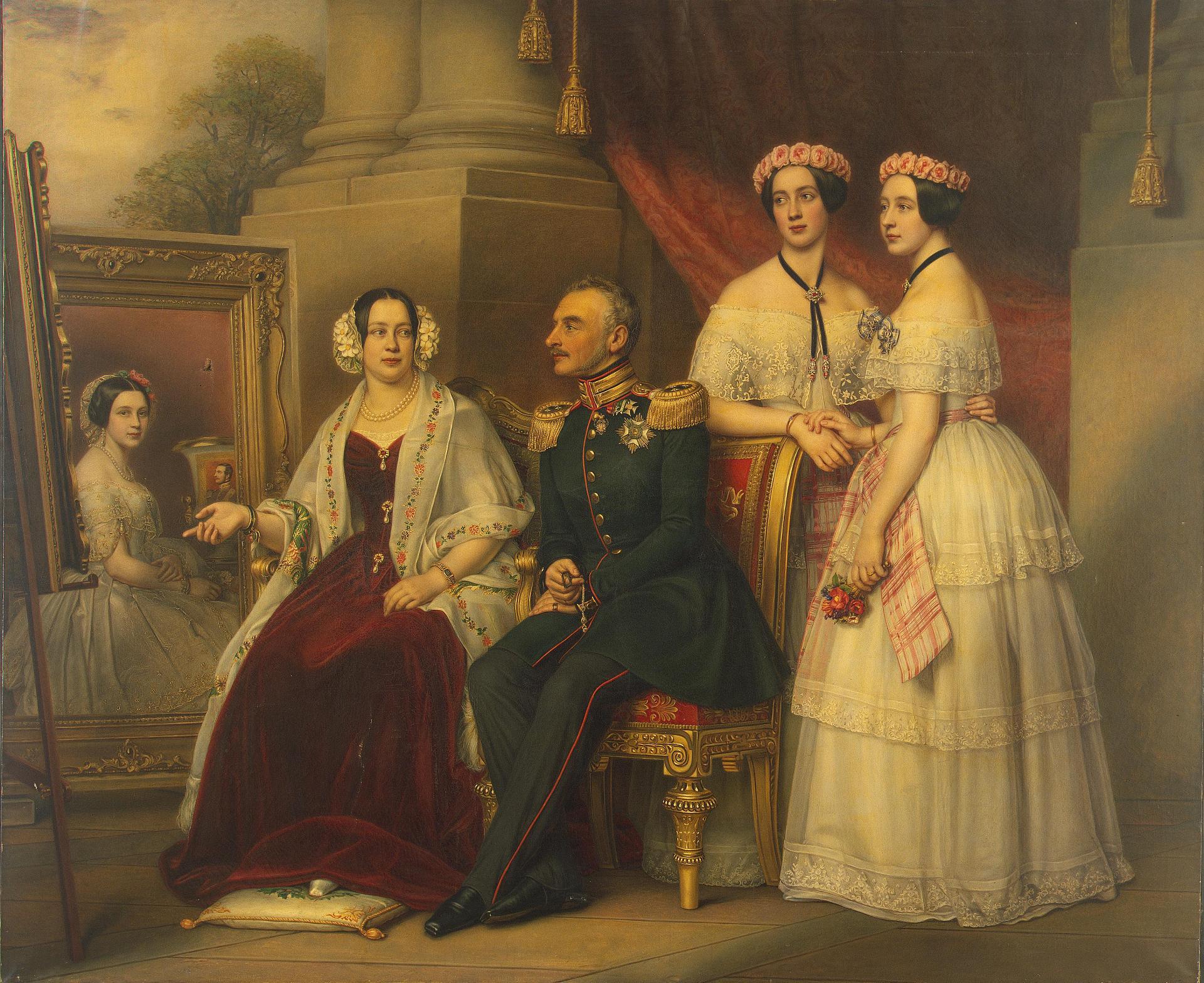
Joseph Karl Stieler: Familienporträt des Herzogs Joseph von Sachsen-Altenburg, 1847–1848

1. 1603–1618 vormundschaftlich Kurfürst Christian II. von Sachsen und Johann Georg I. von Sachsen anstelle von Johann Philipp, Friedrich (1599–1625), Johann Wilhelm (1600–1632) und Friedrich Wilhelm II., Söhne von Friedrich Wilhelm I.
2. 1618–1639 Johann Philipp (1597–1639)
3. 1639–1669 Friedrich Wilhelm II. (1603–1669)
4. 1669–1672 vormundschaftlich Kurfürst Johann Georg II. von Sachsen und Herzog Moritz von Sachsen-Zeitz anstelle von Friedrich Wilhelm III. (1657–1672), Sohn von Friedrich Wilhelm II.

### Sachsen-Altenburg 1826–1918
1. 1826–1834 Friedrich (1763–1834)
2. 1834–1848 Joseph (1789–1868)
3. 1848–1853 Georg (1796–1853) – Bruder von Joseph
4. 1853–1908 Ernst I. (1826–1908)
5. 1908–1918 Ernst II. (1871–1955) – Neffe von Ernst I.

Mit dem Tod des ehemaligen Erbprinzen Georg Moritz von Sachsen-Altenburg (1900–1991), dem ältesten Sohn Ernsts II., erlosch die Linie Sachsen-Altenburg der Wettiner 1991 im Mannesstamm. Auch sein Bruder Friedrich Ernst (1905–1985) blieb unverheiratet und ohne Nachkommen. Aufgrund einer Adoption durch Marie von Sachsen-Altenburg (1888–1947) wurde der Nachname an ein Mitglied der Familie Praschma weitergegeben und existiert aus diesem Grunde heute noch.
Galerie der Herzöge

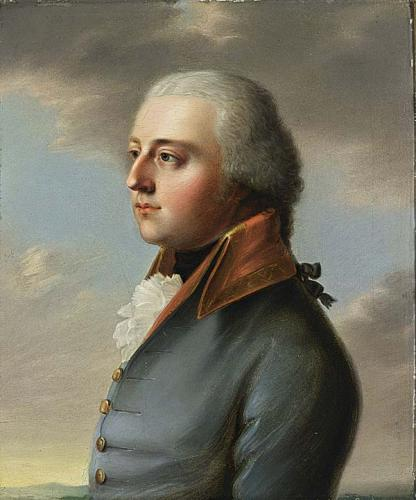
Friedrich
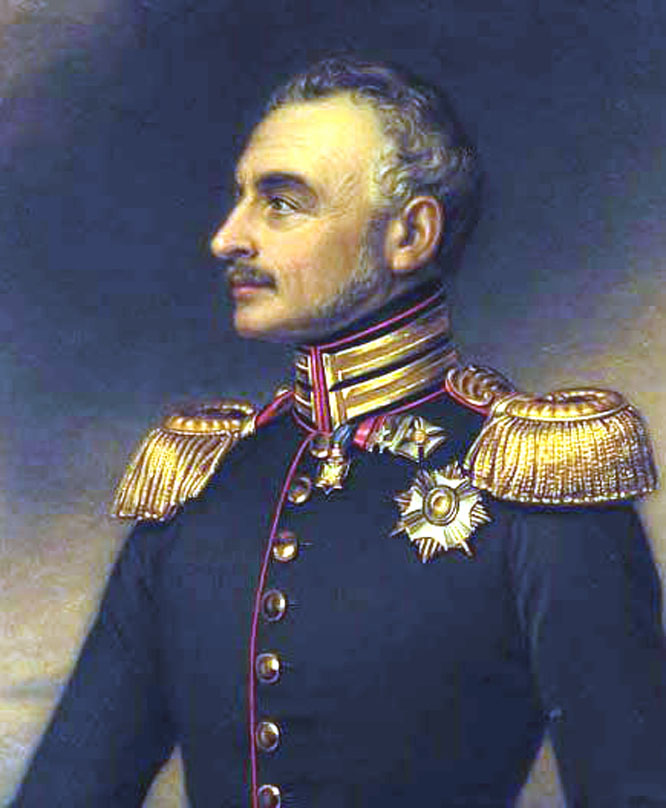
Joseph
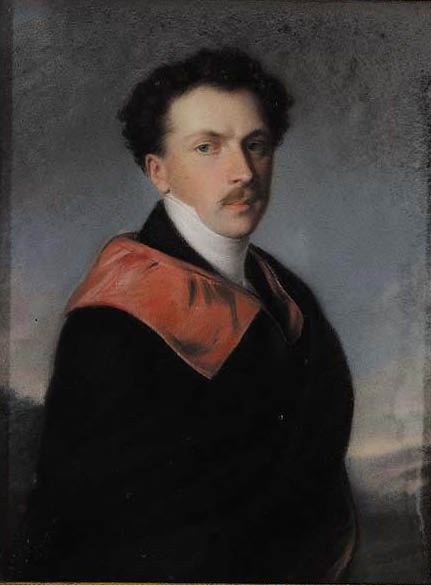
Georg
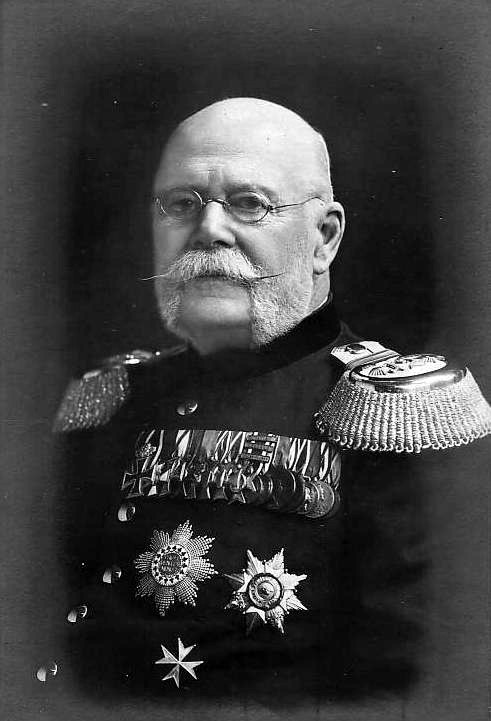
Ernst I.
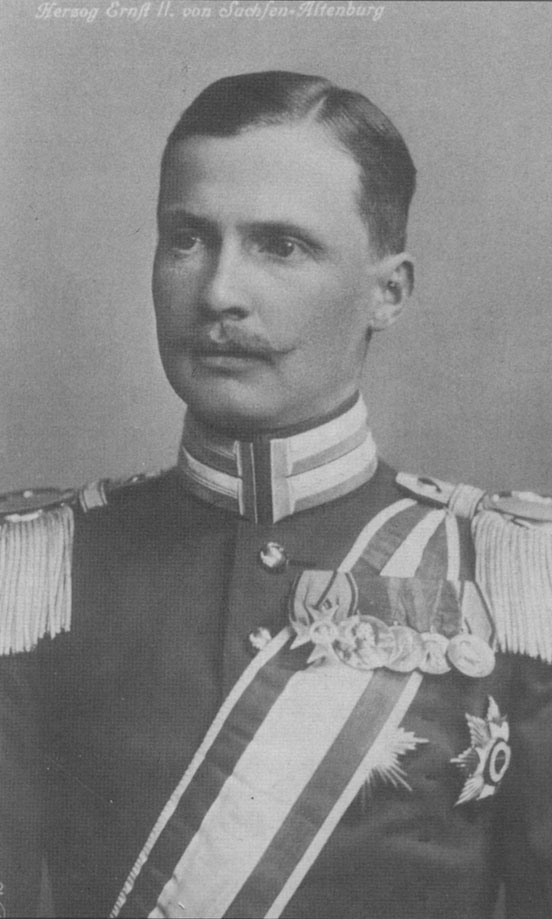
Ernst II.

## Staatsminister
1. Friedrich Carl Adolf von Trützschler (1789 – 09/1830)
2. Ernst von Braun (09/1830 – 25.05.1848)
3. Gustav Adolf von der Planitz (25.05.1848 – 09.11.1848)
4. Karl Louis von Beust (1. Amtszeit) (09.11.1848 – 01.12.1848)
5. Hans Conon von der Gabelentz (01.12.1848 – 22.08.1849)
6. Karl Louis von Beust (2. Amtszeit) (22.08.1849 – 02.02.1853)
7. Alfred von Larisch (02.02.1853 – 06/1867)
8. Georg Friedrich von Gerstenbergk (06/1867 – 1879)
9. Hugo von Leipziger (1880 – 22.08.1891)
10. Georg Heinrich von Helldorf (22.08.1891 – 08/1904)
11. Friedrich Arthur von Borries (1904 – 01.12.1912)
12. Robert von Scheller-Steinwartz (01.12.1912 – 07/1915)
13. Waldemar von Wussow (07/1915 – 09.11.1918)

## Residenzschlösser
Die herzogliche Familie residierte ab 1826 wieder im Residenzschloss in Altenburg. Das Eisenberger Residenzschloss war lediglich von 1681 bis 1707 Wohnort des Herzogs Christian von Sachsen-Eisenberg. Das Jagdschloss Zur Fröhlichen Wiederkunft in Wolfersdorf wurde 1548 bis 1551 im Renaissancestil erbaut (neogotische Umbauten 1858) und wurde nach der Rückkehr von Kurfürst Johann Friedrich I. aus Kriegsgefangenschaft benannt. Hier lebte nach seiner Abdankung 1918 der letzte Herzog Ernst II. bis zu seinem Tod 1955. Ein weiteres herzogliches Jagdschloss befand sich in Hummelshain, das 1880–85 durch einen Neubau im Stil der Neorenaissance, das Neue Jagdschloss Hummelshain, ergänzt wurde.

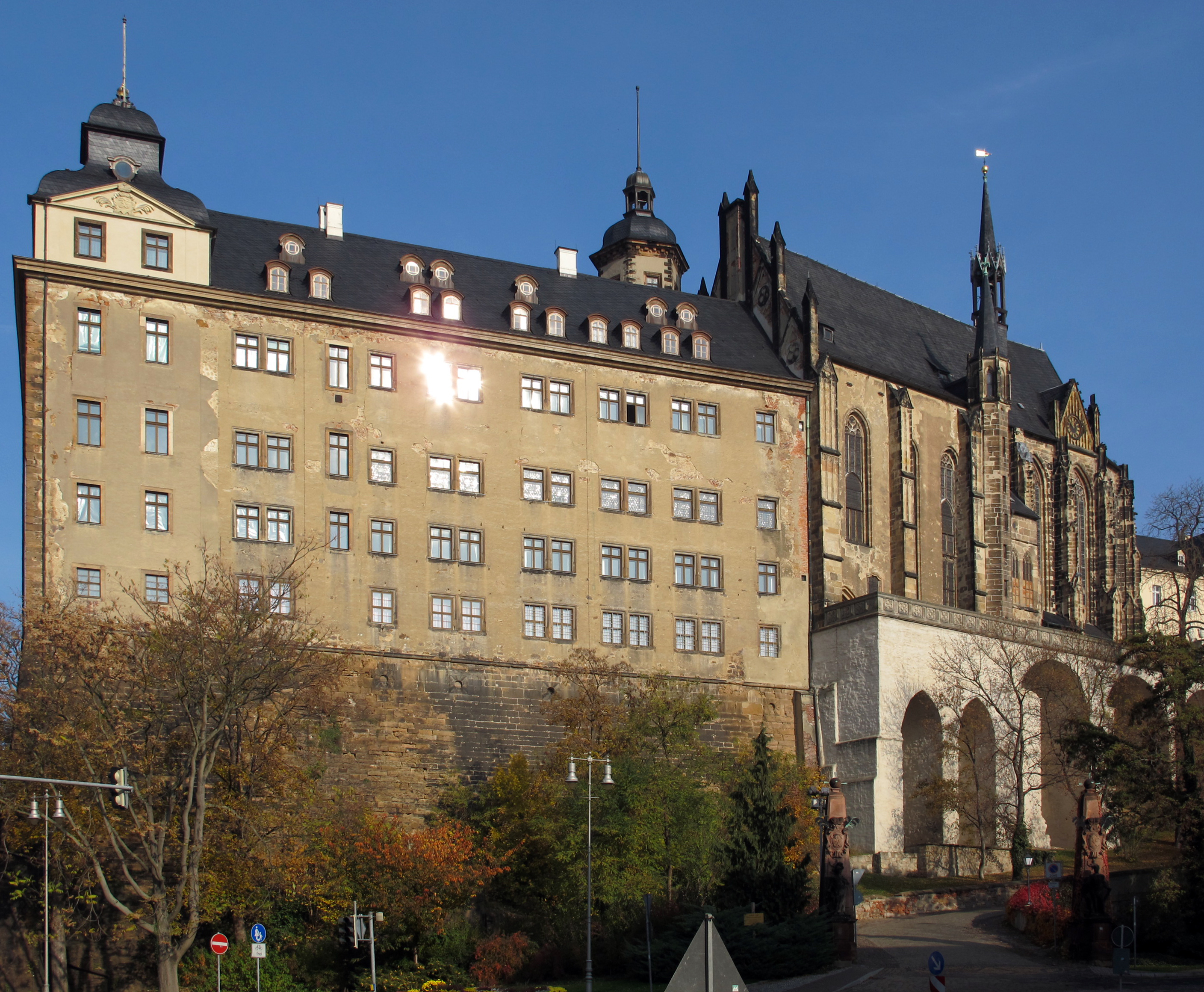
Schloss Altenburg
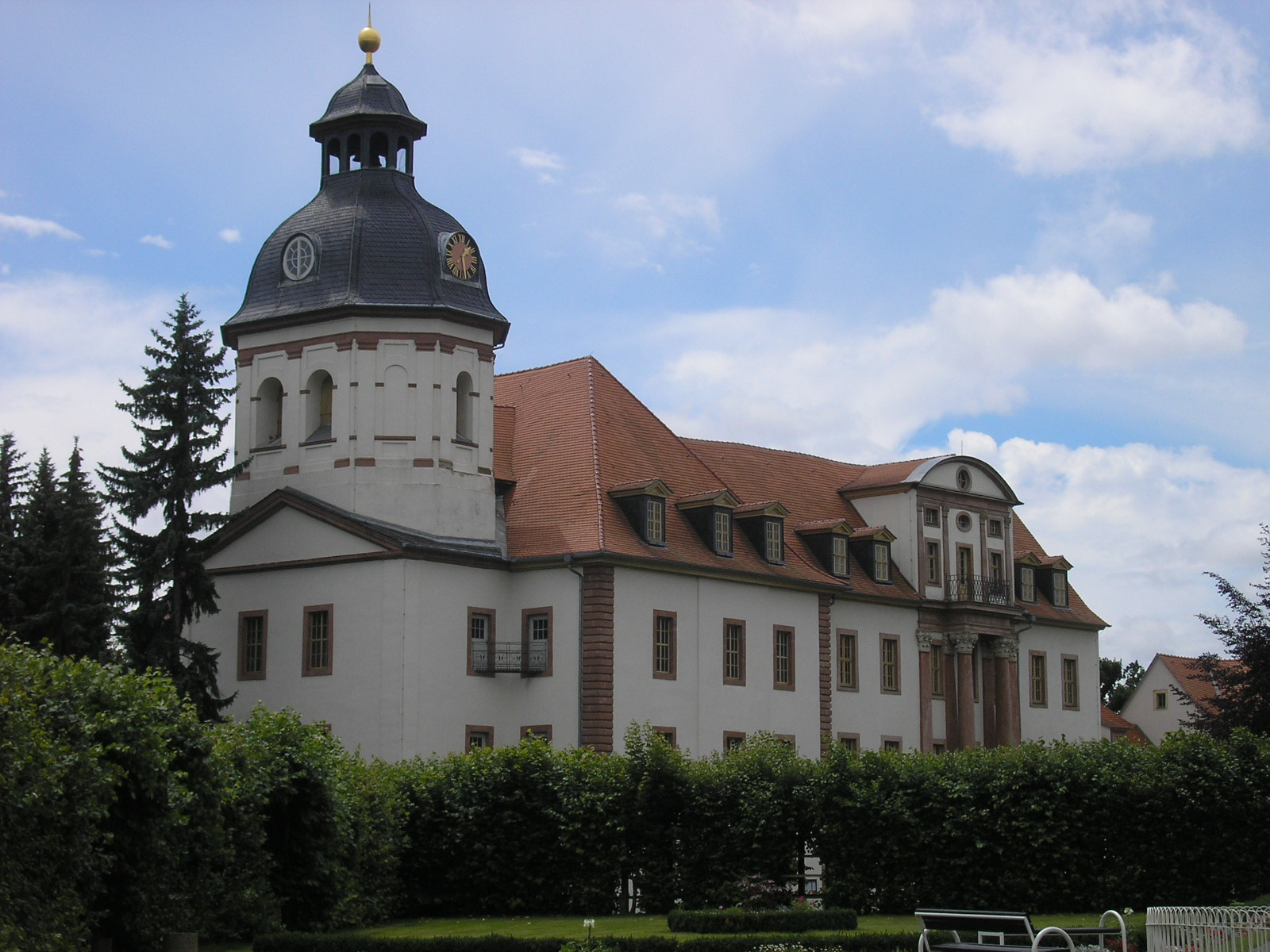
Schloss Christiansburg (Eisenberg)
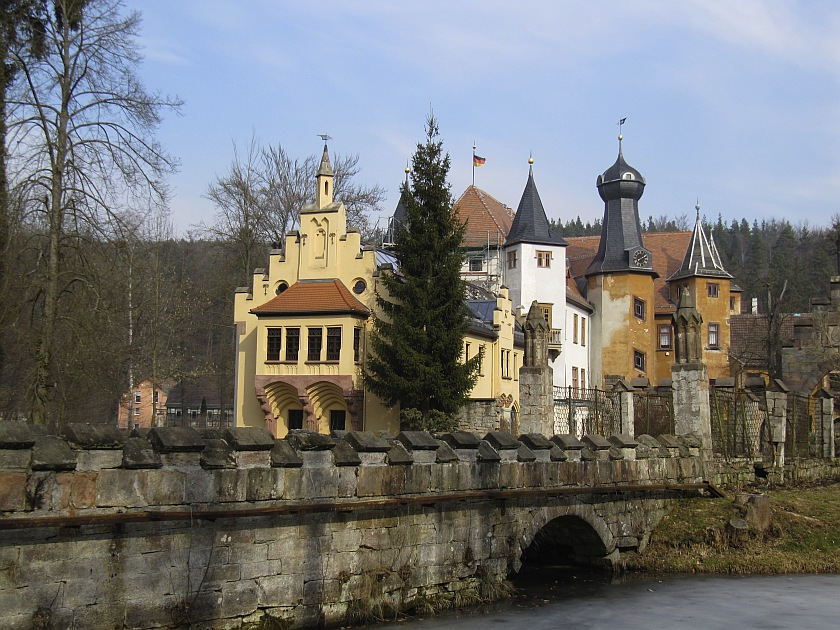
Jagdschloss Fröhliche Wiederkunft
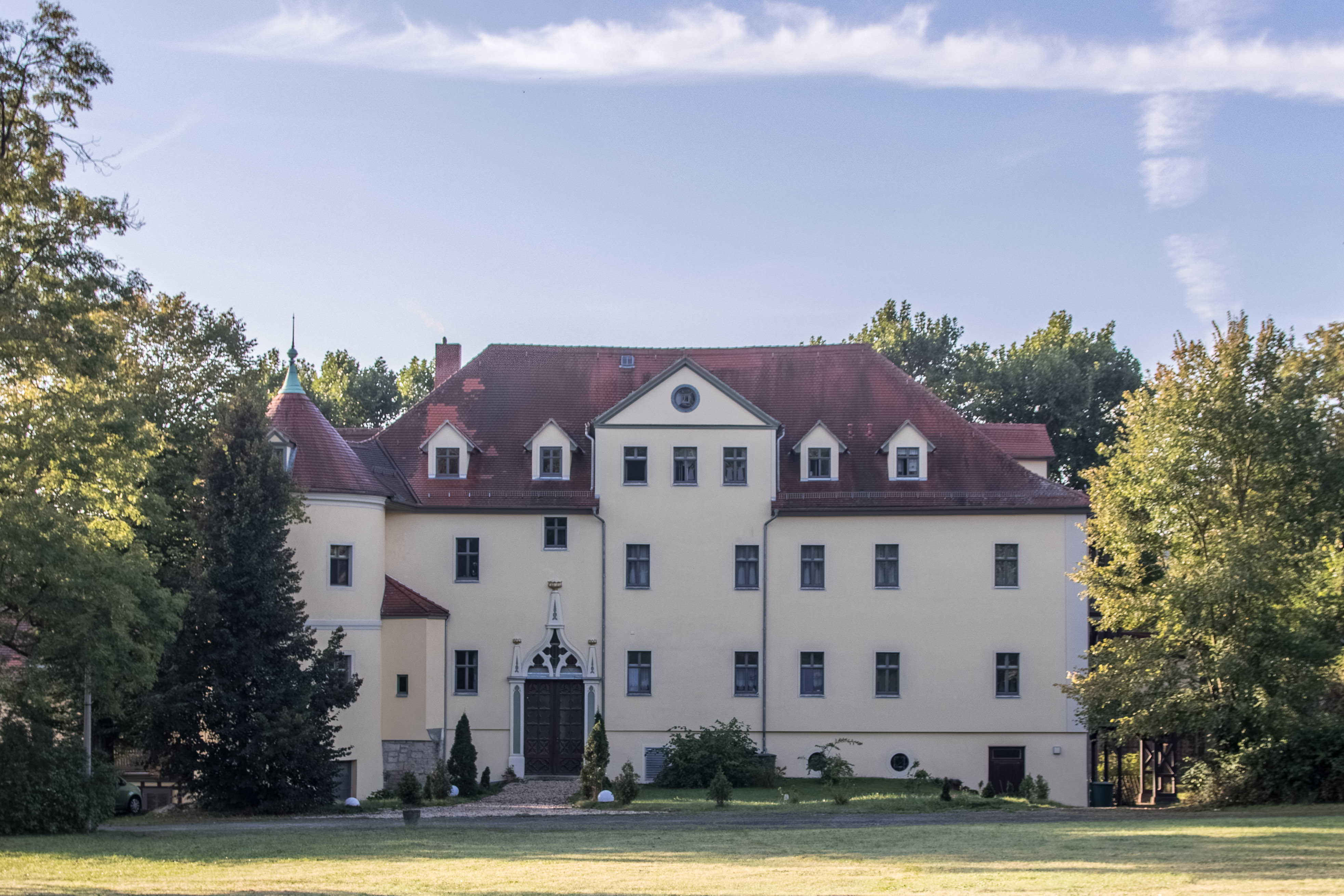
Altes Jagdschloss in Hummelshain
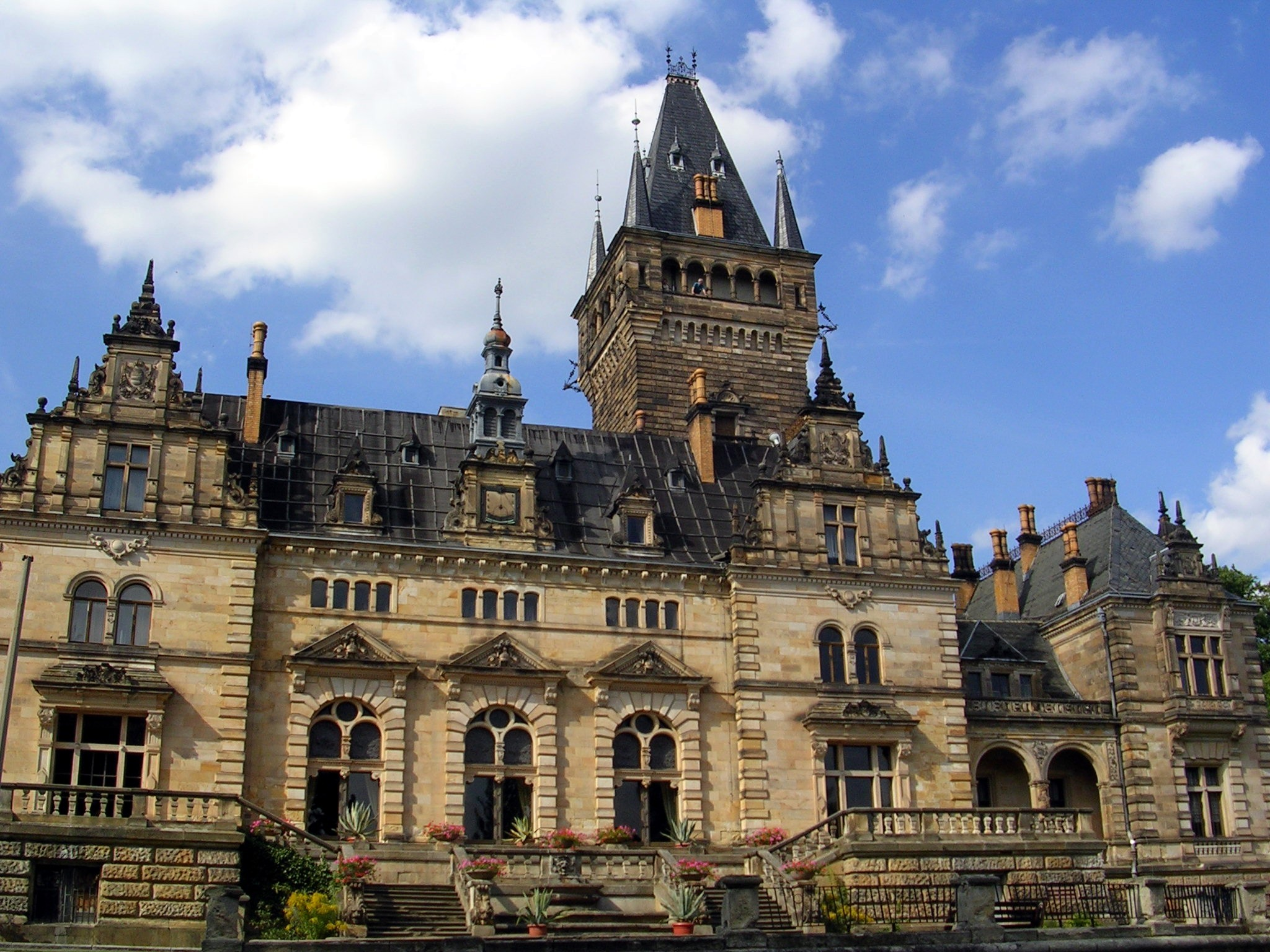
Neues Jagdschloss Hummelshain

## Wappen

Wappen

Blasonierung: Das Wappen ist sechsmal geteilt und zweimal gespalten mit Mittelschild auf dem fünften und achten Feld. In den Feldern:
- Herzschild (Feld 5): Neunmal von Schwarz und Gold geteilt. (Stammwappen der Wettiner, Ernestinische Linie und Kleines Staatswappen von Sachsen-Altenburg)
- Feld 1: In Blau ein siebenmal von Silber und Rot geteilter Löwe mit goldener Krone. (Landgrafschaft Thüringen)
- Feld 2: In Rot eine goldene Lilienhaspel mit acht Lilien, belegt mit einem weißen Herzschild. (Herzogtum Kleve, Erbanspruch)
- Feld 3: In Gold ein schwarzer Löwe. (Herzogtum Jülich, Erbanspruch)
- Feld 4: In Gold ein schwarzer Löwe. (Markgrafschaft Meißen)
- Feld 5: In Gold zwei blaue Pfähle. (Markgrafschaft Landsberg)
- Feld 6: In Silber ein goldgekrönter roter Löwe mit Doppelschweif. (Herzogtum Berg, Erbanspruch)
- Feld 7: In Blau ein goldgekrönter goldener Adler. (Pfalzgrafschaft Sachsen)
- Feld 8: In Gold zwei blaue Pfähle. (Markgrafschaft Landsberg)
- Feld 9: In Schwarz ein goldener Adler (Pfalzgrafschaft Thüringen)
- Feld 10: Im mit zehn roten Herzen bestreuten Feld ein schwarzer Löwe mit roter Krone. (Grafschaft Orlamünde)
- Feld 11: In Silber eine rote Rose mit goldenem Butzen und grünen Kelchblättern. (Burggrafschaft Altenburg in Thüringen)
- Feld 12: Gespalten von Silber und Blau, belegt von einem goldbekrönten Löwen in verwechselter Tinktur. (Fürstentum Lichtenberg in der Pfalz)
- Feld 13: In Silber drei blaue Balken. (Herrschaft Eisenberg im Kreis Stadtroda)
- Feld 14: In Rot ein steigendes silbernes Ross. (Herzogtum Westfalen, Erbanspruch)
- Feld 15: In Silber drei rote Seeblätter (2:1). (Grafschaft Brehna im Kreis Bitterfeld)
- Feld 16: In Gold ein 21-mal in drei Reihen von Silber und Rot geschachter Balken. (Grafschaft Mark in Westfalen, Erbanspruch)
- Feld 17: In Rot ein silberner Schräglinksbalken, beseitet oben rechts von einem linksgewendeten schwarzen Raben. (Herrschaft Ravenstein in Noord-Brabant, Erbanspruch)
- Feld 18: In Silber drei rote Sparren. (Grafschaft Ravensberg in Westfalen, Erbanspruch)
- Feld 19: In Gold auf grünem Dreiberg ein schwarzer Hahn mit rotem Kamm. (Gefürstete Grafschaft Henneberg)
- Feld 20: In Rot eine silberne Säule, darauf eine goldene Krone. (Herrschaft Römhild im Kreis Hildburghausen)
- Feld 21: Rot. (Regalienfeld)

## Landkarten
- Johann Baptist Homann: Die Herzogtümer Gotha, Coburg und Altenburg 1729. Historische Karte: Tabula Geographica Principatus Gotha, Coburg, Altenburg. Verlag Rockstuhl, Bad Langensalza, Reprint 1757/1999, ISBN 3-929000-78-4.
- Matthaeo (Matthias) Seutter: Die Ämter Altenburg und Ronneburg 1757. Historische Karte: Praetecturae Altenburgensis et Ronneburgensis earumque vicinia serenissimo duci saxo gothano. Verlag Rockstuhl, Bad Langensalza, Reprint 1757/1999, ISBN 3-932554-57-4.
- H. v. Thümmel (Herausgeber): „Topographische Karte der Aemter Altenburg und Ronneburg“, Paris 1813
- Landkarte „Plan des Herzogtums Sachsen-Altenburg (Ostkreis), Verlag von Br. M. Jungandreas, Langenleuba-Niederhain“, o. J. (vor 1900)